# Paolo Scirri
Paolo Scirri connu aussi comme Scirro Scirri ou Scirro Durantino né à Castel Durante, est un ingénieur et architecte militaire du  XVe siècle,. Il est considéré comme étant le premier maître en architecture de Bramante. 

## Biographie
Paolo Scirri est surtout connu pour avoir obtenu un diplôme ou privilège d'Alphonse de Calabre futur Roi de Naples en reconnaissance des mérites de « Durantino Architetto » lors du siège d'Otrante par les troupes turques. Paolo Scirri dirigeait les ouvrages de défense jour et nuit avec ténacité et intuition, créait de nouvelles structures de défense afin d'empêcher l'ennemi. Reconnaissant, Alphonse, après lui avoir accordé maintes louanges, lui attribua une pension annuelle de 200 ducats d'or transmissible à ses héritiers. 
Pendant le siège à Colle di Val d'Elsa, Sigismondo dei Conti décrit l'armée de Casteldurante, ville natale de Bramante, l'architecte Scirro Scirri (également connu sous le nom Paolo Scirri, Ciro da Castel Durante et Ciro Ciri) comme « inventeur capable de construire des machines de guerre et armes ».
En 1481, Frédéric III de Montefeltro reconnut aussi ses mérites et lui confia la réalisation et la réparation des forteresses du duché d'Urbino.
Il a aussi réalisé les fortifications de Gallipoli (1484-1513), Otrante, Tarente et Brindisi.